# DNA-onderzoek naar de taxonomie van de vogels

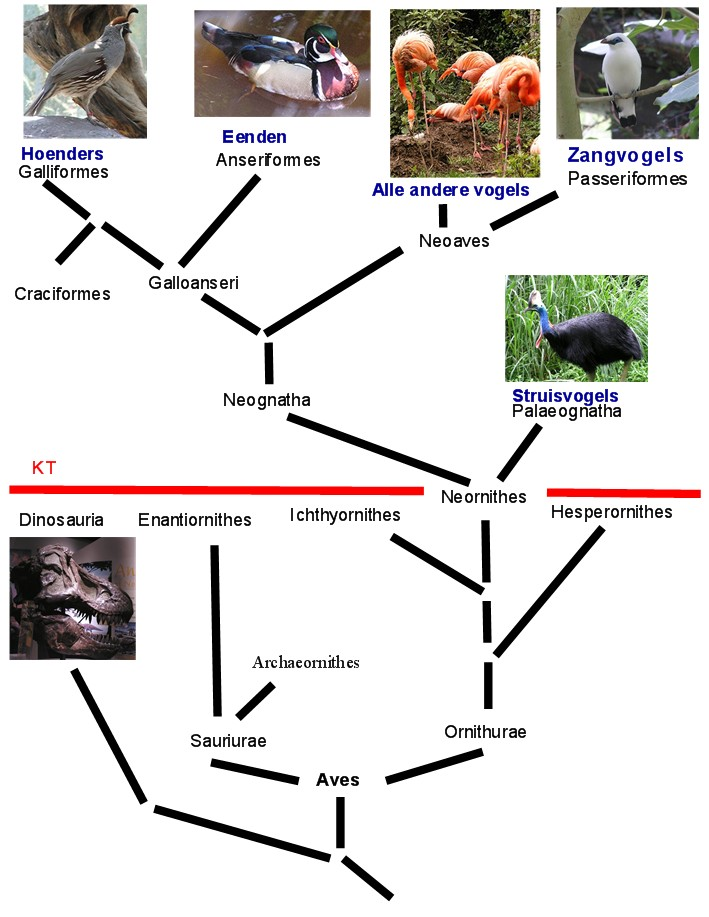
KT is de Krijt-Tertiairgrens. De Neornithes, de "nieuwe vogels", zijn de monofyletische kroongroep van de huidige vogels. Aves betekent vogels, inclusief de uitgestorven soorten. Anders dan hier aangegeven worden de vogels ook wel gerangschikt onder de Dinosauria

Het DNA-onderzoek naar de taxonomie van de vogels nam vanaf de jaren 1980 een grote vlucht, toen DNA-onderzoek steeds meer werd toegepast in de diersystematiek. Het werk van Sibley en Ahlquist uit 1990 was hierin lange tijd toonaangevend. Omdat er steeds meer, en snellere technieken beschikbaar kwamen, raakte dit werk in de loop van de jaren 1990 en het begin van de 21e eeuw alweer achterhaald. Er komen steeds nieuwe inzichten over welke groepen (families) vogels afstammelingen zijn van de oudste vogelgroepen.

## Sibley-Ahlquist
De taxonomische indeling van Sibley-Ahlquist veroorzaakte een radicale omwenteling in het denken over de indeling van de hedendaagse vogels. Deze nieuwe indeling kwam tot stand op grond van vergelijkend onderzoek van DNA van vogels uit alle belangrijke groepen. Het was echter gebaseerd op DNA-DNA-hybridisatietechnieken, die inmiddels alweer als achterhaald beschouwd worden.
Deze omwenteling van Sibley-Ahlquist werd door Noord-Amerikaanse ornithologen in belangrijke mate aanvaard, daarbij inbegrepen de American Ornithologists' Union, maar in andere delen van de wereld is niet alles ervan zonder meer overgenomen, hoewel de indeling wel zijn invloed heeft uitgeoefend op de daar gehanteerde indelingen.

## Latere studies
Een latere studie met verbeterde technieken, maar een kleiner aantal vogels heeft bijvoorbeeld gekeken naar wat de oudste vogelgroepen zijn. Traditioneel dacht men daarbij aan de Palaeognathae, dat zijn de loopvogels en de tinamoes. Dat wordt ook bevestigd door onderzoek. Daarna dacht men aan de duikers, futen en pinguïns, maar dat werd niet door DNA-resultaten bevestigd. 
In plaats daarvan vond men dat het de eenden, zwanen en ganzen en de hoenders zijn die aan de basis van de stamboom staan. Op dit punt heeft ook de British Ornithologists' Union de nieuwe inzichten aanvaard en de Britse vogellijst -die in Europa hoog aangeschreven staat- zal voortaan met eendvogels  en hoendervogels  beginnen.
De onderzoekers Matthew Faine en Peter Houde onderzochten het intron 7 van het beta-fibrinogeen-gen. Op basis van dit ene gen identificeerden zij de Palaeognathae en de Galloanserae als een groep die apart stond van de rest van de Neognathae (de Neoaves). Maar zij gaven ook aan dat er binnen de Neoaves sprake zou zijn van twee hoofdgroepen, een kleinere die zij Metaves noemden en de rest die de Coronaves gedoopt werd. De Metaves bevatte de futen, de keerkringvogels, de flamingo's, de kagoe van Nieuw-Caledonië, de zonneral, de steltrallen van Madagaskar, de zandhoenders, de duiven, de nachtzwaluwen, gierzwaluwen en de kolibries. De rest van de vogels behoorde bij de Coronaves. Later werd deze indeling door voortgezet onderzoek bevestigd.
Pas in 2008 verscheen een nieuwe studie van vergelijkbare reikwijdte als die van Sibley-Ahlquist, maar nu gebaseerd op vergelijking van individuele base-paren, wat de beschikbare hoeveelheid informatie veel groter maakt. Een aantal resultaten van Sibley-Ahlquist werd er door bevestigd. De grote uitbreiding van de Ciconiiformes werd wel wat teruggebracht, maar werd voor een deel ook bevestigd in een nieuwe groep die wel wordt aangeduid als 'watervogels'. Daarnaast ontstaat er een nog veel grotere supergroep die wel de 'landvogels' genoemd wordt.

## Hackettet al.
De resultaten van Hackett et al. vertonen opmerkelijke verschillen met de traditionele indeling: